# Baarschot (Oosterhout)
Baarschot is een buurtschap  in de gemeente Oosterhout in de Nederlandse provincie Noord-Brabant. Het ligt in het zuiden van de gemeente tussen Breda en Dorst.
Stad: Oosterhout      Dorpen: Den Hout · Dorst · Oosteind

Buurtschappen: Baarschot · Eind van den Hout · Groenendijk · Heikant · Heistraat · Hespelaar · Seters · Steenoven · Ter Aalst · Vijfhuizen · Vrachelen

Noord-Brabant: Steden en dorpen      Nederland: Provincies · Gemeenten